# Lista de membros titulares da Academia Brasileira de Ciências empossados em 2001
Esta lista contém os nomes dos membros titulares da Academia Brasileira de Ciências empossados em 2001.
| Imagem | Nome                              | Datas de nascimento e falecimento          | Local de nascimento            | Área de especialização | Alma mater      | Data de posse         | Conhecido por                                                                                         | Referências       |
| ------ | --------------------------------- | ------------------------------------------ | ------------------------------ | ---------------------- | --------------- | --------------------- | --- | ----------------- |
|        | Alfredo Noel Iusem                | 10 de novembro de 1949                     | Buenos Aires, Argentina        | Ciências Matemáticas   | UBA, Argentina  | 28 de maio de 2001    | |                   |
|        | Artur Beltrame Ribeiro            | 28 de abril de 1945                        |                                | Ciências da Saúde      | UNIFESP         | 28 de maio de 2001    | |                   |
|        | Bianca Silvana Zingales           | 15 de janeiro de 1948                      | Palermo, Itália                | Ciências Biomédicas    | USP             | 28 de maio de 2001    | clone do cistron ribossômico de T. cruzi                                                              |                   |
|        | Boris Fausto                      | 08 de dezembro de 1930 18 de abril de 2023 | São Paulo, SP                  | Ciências Sociais       | USP             | 28 de maio de 2001    | Livro História do Brasil (1994)                                                                       | [ 2 ] [ 3 ] [ 4 ] |
|        | Célio Lopes Silva                 | 15 de agosto de 1952                       |                                | Ciências Biomédicas    | USP             | 28 de maio de 2001    | Fundador da Empresa FARMACORE Biotecnologia Ltda                                                      |                   |
|        | Claudio Landim                    | 28 de janeiro de 1965                      |                                | Ciências Matemáticas   | PUC/RJ          | 28 de maio de 2001    | |                   |
|        | Elza Salvatori Berquó             | 17 de outubro de 1931                      |                                | Ciências Sociais       | PUC/Campinas    | 28 de maio de 2001    | |                   |
|        | Fernando Ferreira Costa           | 07 de setembro de 1950                     | Santa Rita do Passa Quatro, SP | Ciências da Saúde      | USP             | 28 de maio de 2001    | Editor-Chefe da Hematology, Transfusion and Cell Therapy                                              |                   |
|        | Francisco Radler de Aquino Neto   | 31 de dezembro de 1948                     |                                | Ciências Químicas      | UFRJ            | 28 de maio de 2001    | |                   |
|        | Helio Cesar Salgado               | 11 de outubro de 1946                      |                                | Ciências Biomédicas    | USP             | 28 de maio de 2001    | |                   |
|        | João Alziro Herz da Jornada       | 01 de junho de 1949                        | São Borja, RS                  | Ciências Físicas       | UFRGS           | 28 de maio de 2001    | Diretoria de Metrologia Científica e Industrial do INMETRO                                            |                   |
|        | João Batista Calixto              | 10 de outubro de 1949                      | Coromandel, MG                 | Ciências Biomédicas    | UnB             | 28 de maio de 2001    | Fundador do Centro de Inovação e Ensaios Pré-Clínicos                                                 | [ 5 ]             |
|        | José Roberto Postali Parra        | 09 de outubro de 1944                      |                                | Ciências Agrárias      | USP             | 28 de maio de 2001    | |                   |
|        | José Rodrigues Coura              | 15 de junho de 1927 02 de abril de 2021    | Taperoá, PA                    | Ciências da Saúde      | UFRJ            | 28 de maio de 2001    | Sócio fundador da Sociedade Brasileira de Medicina Tropical em 1962 Diretor do Instituto Oswaldo Cruz | [ 6 ] [ 7 ]       |
|        | Lionel Segui Gonçalves            | 29 de janeiro de 1940                      | Paranaguá, PR                  | Ciências Biológicas    | UNESP           | 28 de maio de 2001    | |                   |
|        | Lourdes Sola                      | 10 de julho de 1938                        | São Paulo, SP                  | Ciências Sociais       |                 | 28 de maio de 2001    | |                   |
|        | Marcio Gomes Soares               | 09 de agosto de 1952                       | Belo Horizonte, MG             | Ciências Matemáticas   | UFMG            | 28 de maio de 2001    | Presidente da Sociedade Brasileira de Matemática (1993 - 1997)                                        |                   |
|        | Marco Antonio Chaer do Nascimento | 12 de junho de 1947                        | Rio de Janeiro, RJ,            | Ciências Químicas      | UFRJ            | 28 de maio de 2001    | |                   |
|        | Mario Veiga Ferraz Pereira        | 12 de março de 1953                        | Rio de Janeiro, RJ             | Ciências da Engenharia | PUC/RJ          | 28 de maio de 2001    | Fundador da empresa PSR, 1987                                                                         |                   |
|        | Nei Fernandes de Oliveira Junior  | 20 de maio de 1941                         | Campinas, SP                   | Ciências Físicas       | USP             | 28 de maio de 2001    | |                   |
|        | Newton Freire-Maia                | 26 de junho de 1918 10 de maio de 2003     | Boa Esperança, MG              | Ciências Biológicas    | Unifal-MG e USP | 22 de outubro de 2001 | | [ 8 ]             |
|        | Oswaldo Luiz Alves                | 14 de agosto de 1947                       |                                | Ciências Químicas      | Unicamp         | 28 de maio de 2001    | |                   |
|        | Oswaldo Ubríaco Lopes             | 29 de maio de 1937                         | São Paulo, SP                  | Ciências Biomédicas    | USP             | 28 de maio de 2001    | |                   |
|        | Sérgio Teixeira Ferreira          | 26 de junho de 1963                        |                                | Ciências Biomédicas    | UFRJ            | 28 de maio de 2001    | |                   |
|        | Wagner Farid Gattaz               | 10 de fevereiro de 1951                    | São José do Rio Preto, SP      | Ciências da Saúde      | FMABC           | 28 de maio de 2001    | |                   |
|        | Walter Felipe Wreszinski          | 27 de outubro de 1946                      | Rio de Janeiro, RJ             | Ciências Físicas       | USP             | 28 de maio de 2001    | |                   |
|        | Yvonne Primerano Mascarenhas      | 21 de julho de 1931                        |                                | Ciências Químicas      | UFRJ            | 28 de maio de 2001    | Fundadora da Associação Brasileira de Cristalografia, 1971                                            |                   |